# 聖母安息主教座堂 (塔什干)
聖母安息主教座堂是烏茲別克塔什干教區 的俄羅斯正教會大教堂，建造於1871年並於1990年代擴建。
1871年時塔什干在聖龐塔莱翁的恩賜下，將老教堂公墓替換為軍事醫院。像中亞的大多數教區，教堂在1922年被分配到由布爾什維克提倡的生活教會運動。1933年教堂停止崇拜並在1945年作為軍事倉庫。
1945年12月教堂恢復並重新開放崇拜，致力於提倡聖母安息，並成為塔什干的主教教會。
於90年代重建了鐘樓旁邊的主要圓頂。特別為了莫斯科阿列克謝二世於1996年11月10日的訪問，進行更多室內重新裝修。2010年春天大教堂新建一座鐘樓。

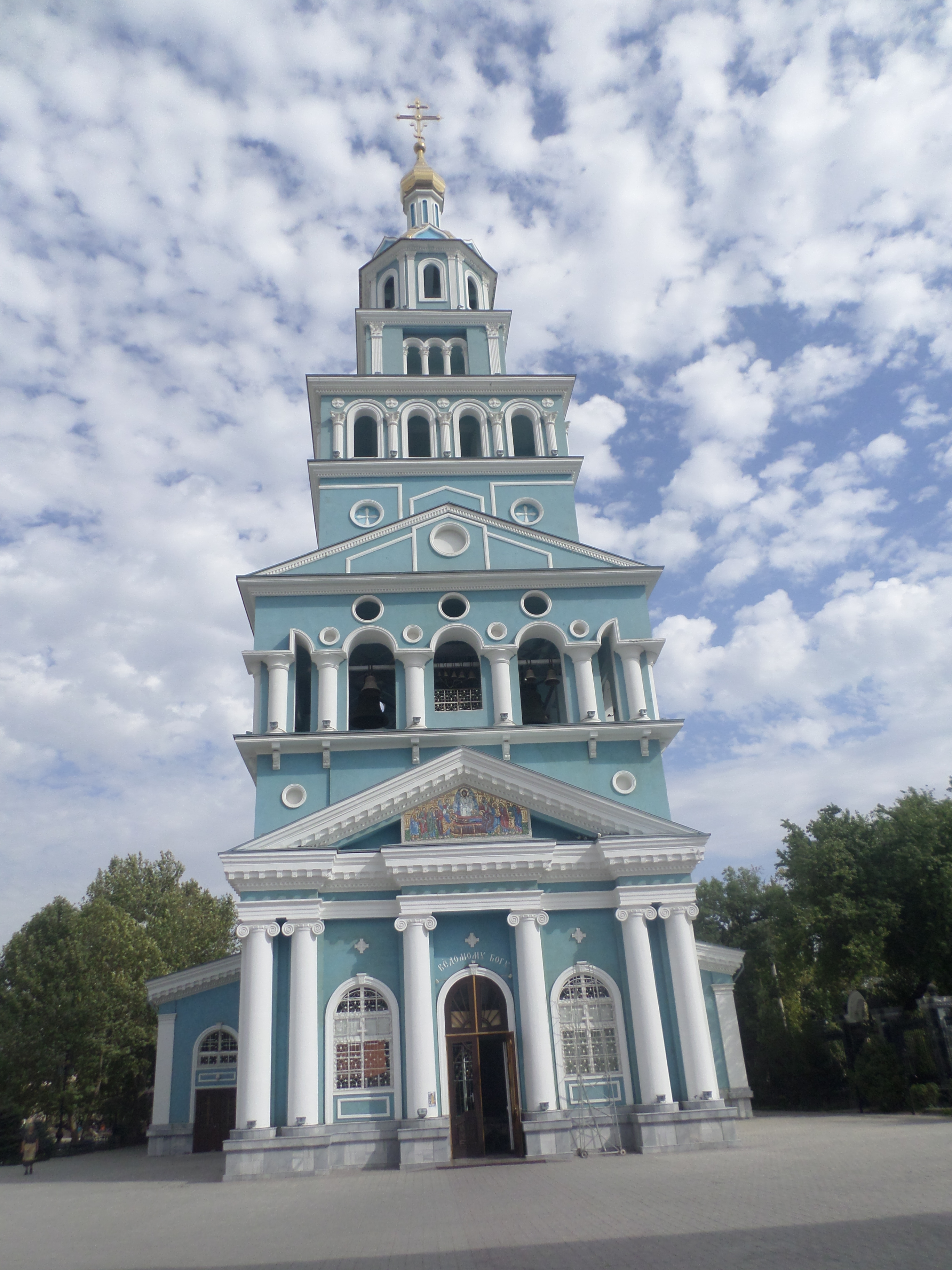
教堂其他視角